# Castrul roman de la Boița (Caput Stenarum)

## Descriere
Înainte de a pătrunde în defileu, fortificația romană de la Boița se află în vecinătatea cotului Oltului, la aproximativ 2 kilometri Est de așezarea modernă, pe punctul Rude/La Rude. 
Pe o terasă abruptă din dreapta Oltului, sunt parțial vizibile vestigii ale castrului roman, în special pământul și modificările rezultate în urma săpăturilor arheologice, fără a distinge ruine. În urma activităților agricole din zonă, pot fi identificate mai multe dovezi de facturare romană, mai ales pe marginea terasei înalte, la sud-est de castru. 

## Istoricul Cercetărilor
Nu a fost publicat un plan coerent ca urmare a cercetărilor efectuate în 1957 de M. Macrea și colab., 1958 predcum și între 1968-1976 de N. Lupu, iar în 1979 de N. Branga. Ioana Bogdan-Cătăniciu a propus însă câteva ipoteze asupra poziționării unor elemente defensive ale fortificației. Cele mai notabile construcții descoperite sunt la limita superioară a terasei de pe malul drept al Oltului, care se află la aproximativ 500 de metri est de curbură, loc în care drumul se ramifică în două direcții: spre Defileul Oltului și apoi spre Apulum. 

## Dimensiuni
Fortificația patrulateră, rotunjită la colțuri cu dimensiunile de 45x50 mm prezintă un zid de 1,50 m lungime, un șanț dublu de apărare și o poartă parțial păstrată pe latura Vestică. Descoperirea unor ștampile purtând numele legiunii XIII Gemina a condus la ipoteza prezenței unui detașament al legiunii în primii ani ai stăpânirii romane în Dacia (Bauvexillation?). A fost descoperită și o ștampilă COH I..., atribuită cohortelor I Tyriorum sag și I Commagenorumsag, fără dovezi concludente care să susțină vreo ipoteză în acest moment întrucât argumentele sunt bazate pe logică, dar fără elemente suficiente pentru a stabili o cronologie. 

## Băile și Așezarea Civilă
O clădire masivă (20 x 50 m) a fost descoperită la 80 de metri sud de fortificație, dar investigația arheologică este încă în desfășurare. Instalațiile de încălzire care sunt cel mai probabil parte a unei băi, ar putea face parte dintr-un complex mai mare sau să fie chiar băile folosite de unitățile staționate aici. În apropiere au fost descoperite rămășițele unei clădiri de 11x 10,5 m pe care N. Lupu a descris-o ca statio sau fortificație.
În jurul fortificației se observă rămășițe ceramice din așezarea civilă. În plus, un tezaur monetar (îngropat aici cel mai probabil în timpul invaziei carpilor din 145 d. Hr.) a fost descoperit în ruinele unei clădiri cu fundație de piatră și cadru din lemn, la aproximativ 60 de metri nord-vest de fortificație. 